# Styrsöbolaget
Styrsöbolaget, formellt AB Göteborg - Styrsö Skärgårdstrafik, är ett svenskt rederi som ägs av Transdev Sverige AB. Styrsöbolaget bedriver på Västtrafiks uppdrag maritim kollektivtrafik i Göteborgs södra skärgård samt över Göta älv (linjen kallas "Älvsnabben"). I södra skärgården bedrivs även godstrafik. Passagerarbåtarna till södra skärgården går från Saltholmen dit man tar sig med spårvagnslinje 11 och Ö-Snabben från centrum. Last- och bilfärjorna går från Fiskebäck. 
Styrsöbolaget bildades 1922 under namnet Styrsö Nya Trafik AB. Samma år började Styrsö Havsbad bedriva egen trafik. 1928 gick dessa bolag ihop i ett företag som 1935 ombildades till Styrsö Trafik AB. Sedan 1999 sköts passagerartrafiken i skärgården på uppdrag av Västtrafik, som är huvudman för all kollektivtrafik i Västra Götalandsregionen. Sommaren 2000 privatiserades Styrsöbolaget, och det ägs sedan januari 2004 av Transdev Sverige.

## Fartyg
Idag bedrivs trafik med 16 olika fartyg. Flera av fartygen har ett inom rederiet historiskt namn.

### Styrsöbolagets fartyg
| Fartyg        | Bild                                                                         | Byggd | Passagerare | Linje              | Varv                           | Noter               |
| ------------- | ---------------------------------------------------------------------------- | ----- | ----------- | ------------------ | ------------------------------ | ------------------- |
| Fröja         | Fröja                                                                        | 1980  | 382         | 281, 282, 283, 284 | Djupvik, Tjörn                 |                     |
| Göta II       | Fraktfärjan Göta II.                                                         | 1969  |             | Frakt              | Åsiverken, Åmål                | Köptes 2006         |
| Kungsö        | Kungsö innan den hade byggts om för Styrsöbolaget. Då hade den namnet Walona | 1986  | 273         | Hönö               | Herøy Slipp & Plastservice     | Köptes 2017         |
| Silvertärnan  | Silvertärnan                                                                 | 1986  | 389         | 281, 282, 283      | Djupvik, Tjörn                 |                     |
| Skarven       | Skarven                                                                      | 1981  | 298         | 285                | Djupvik, Tjörn                 |                     |
| Svea          | Lagnö innan den hade byggts om för Styrsöbolaget.                            | 1957  |             | Frakt              | A. Ahlström, Varkus            |                     |
| Vesta         | Vesta                                                                        | 1998  | 447         | 281, 282, 283      | Båtservice Holding, Mandal     |                     |
| Vipan         |                                                                              | 1978  | 300         | 281, 282, 283, 284 | Djupvik, Tjörn                 | Reserv              |
| Ylva          | Ylva                                                                         | 1989  | 447         | 281, 282, 283      | Oskarshamns Varv               |                     |
| Älv-Snabben 3 |                                                                              | 1975  | 298         | 285                | Djupvik, Tjörn                 | Reserv              |
| Älv-Snabben 4 |                                                                              | 1994  | 448         | 285                | Båtservice Holding, Mandal     | Eldrift             |
| Älv-Snabben 5 |                                                                              | 1995  | 448         | 285                | Båtservice Holding, Mandal     | Eldrift             |
| Älv-Vira      |                                                                              | 1954  | 300         | 286, 287           | Bröderna Larsson, Kristinehamn | Reserv, köptes 1979 |
| Ärlan         |                                                                              | 1990  | 98          | Frakt              | Oskarshamns Varv               |                     |
| Valö          |                                                                              | 2010  | 163         | 281                | Brødrene Aa, Hyen              | HSC                 |
| Rivö          |                                                                              | 2010  | 163         | 281                | Brødrene Aa, Hyen              | HSC                 |
| TBD           |                                                                              | 2026  | 148         | TBA                | Kewatec, Karleby.              | Leverans 2026.      |

### Västrafiks fartyg
För Styrsöbolagets avtal med Västtrafik angående trafiken på Göta älv står Styrsöbolaget för drift och bemanning av Västtrafiks fartyg.
| Fartyg   | Bild | År   | Pssagerare | Linje    | Varv    | Noter                         |
| -------- | --- | ---- | ---------- | -------- | ------- | ----------------------------- |
| Älveli   | Älveli som är en av de två gratisfärjorna på sin överfart mellan Lindholmen och Stenpiren. Älvfrida är identisk. | 2014 | 298        | 286      | Työvene | Ska konverteras till eldrift. |
| Älvfrida | | 2014 | 298        | 286, 287 | Työvene | Ska konverteras till eldrift. |
| Elvy     | | 2019 | 298        | 287      | Työvene | Eldrift.                      |
| Eloise   | Eloise sommaren 2025.                                                                                            | 2022 | 298        | 286      | Työvene | Eldrift.                      |

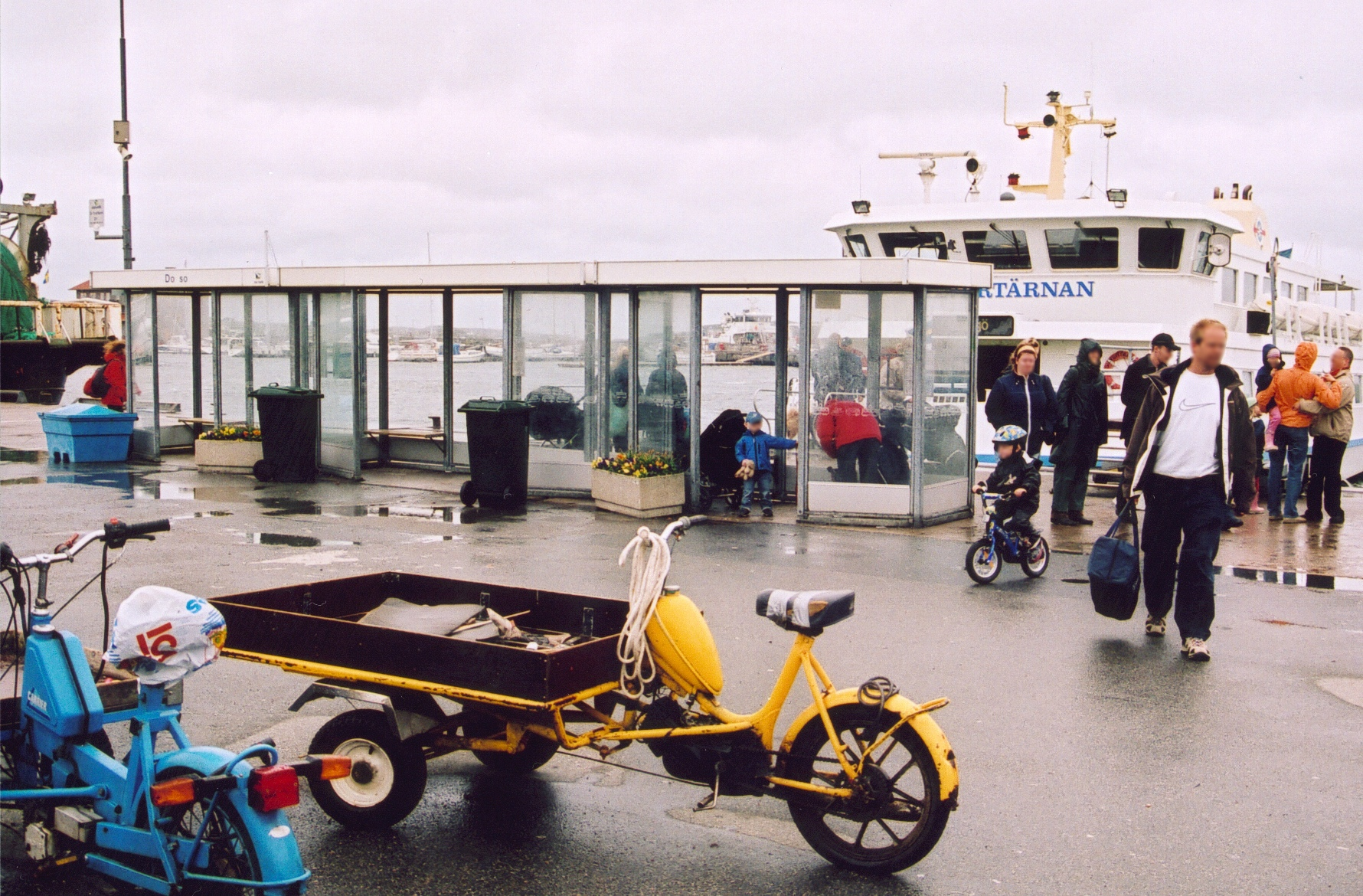
Silvertärnan vid färjeläget på Donsö.
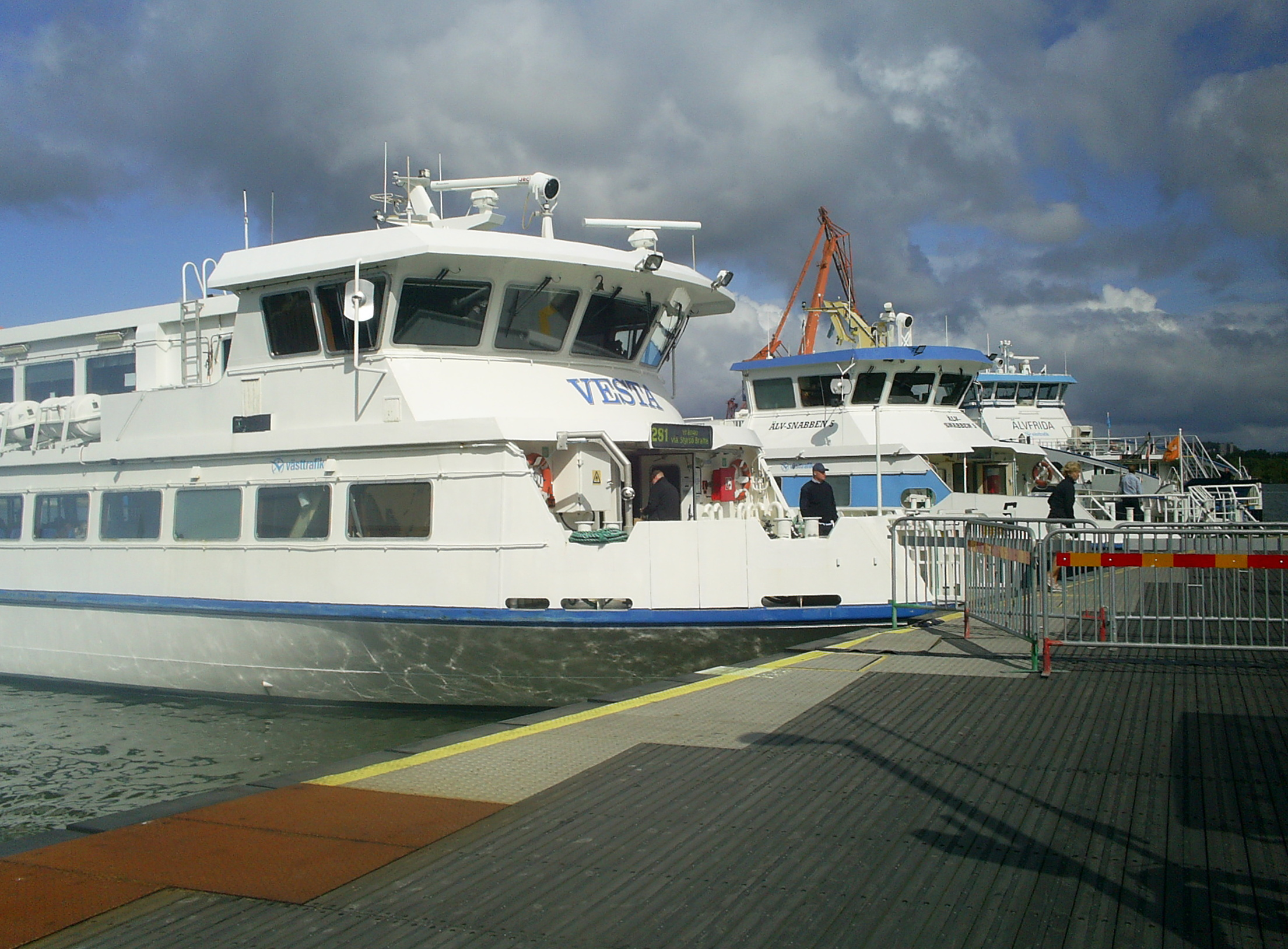
Vesta, Älvsnabben 5, Älvfrida, Stenpiren.

## Trafik
För trafiken i älven se: Älvsnabben (färjelinje)
Styrsöbolaget bedriver skärgårdstrafik Saltholmen-Asperö-Köpstadsö-Styrsö-Donsö-Vrångö, Styrsö-Källö-Vargö-Brännö vid Husvik, Saltholmen-Aseprö-Brännö Rödsten samt Saltholmen-Knarrholmen-Förö. 
Styrsöbolaget kör också trafik på Göta älv, Lilla Bommen-Stenpiren-Lindholmen-Slottsberget-Eriksberg-Klippan. Den så kallade Älvsnabben linje 285 och Älvsnabbare, linje 286 mellan Stenpiren och Lindholmen samt linje 287 mellan Stenpiren och Lundbystrand.

## Framtid

### Skärgården
Under oktober 2024 tilldelades Torghatten AB Västtrafiks upphandling angående trafiken i Södra skärgården under perioden 2027-2042. I Mars 2025 ogiltigförklarades Torghattens anbud i en dom av Förvaltningsrätten, Västtrafik beslutade därav att upphandla trafiken på nytt. Det är i nuläget inte bestämt vilket företag som ska driva trafiken efter december 2027. 

### Älven
Styrsöbolaget kommer från och med december 2025 till och med 2040 köra trafiken på Göta älv (Älvsnabben) på uppdrag av Västtrafik. Med anledning av detta har bolaget under 2024 beställt en ny färja från finska varvet Oy Kewatec AluBoat Ab, med planerad leverans 2026. 